# Neubeuern

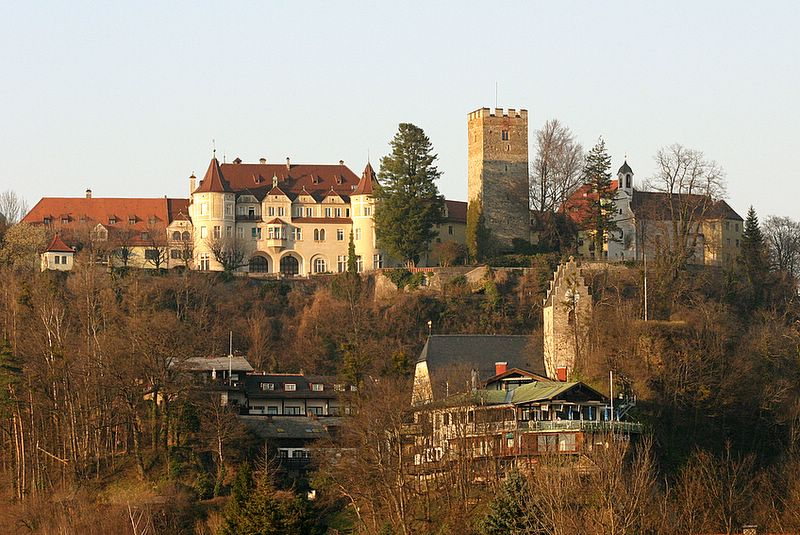
Neubeuern
(castelul)

Neubeuern este o comună din districtul  Rosenheim, regiunea administrativă Bavaria Superioară, landul Bavaria, Germania.